# Katanga-Graumull
Der Katanga-Graumull (Fukomys vandewoestijneae, Syn.: Cryptomys vandewoestijneae) ist eine Art der Graumulle (Fukomys) innerhalb der Sandgräber (Bathyergidae). Wie andere Graumulle ist sie an eine unterirdische und grabende Lebensweise angepasst. Bisher konnte die Art nur aus dem Grenzbereich zwischen dem Nordwesten von Sambia und dem Süden der Demokratischen Republik Kongo dokumentiert werden, möglicherweise kommt sie auch im angrenzenden Angola vor.

## Merkmale
Der Katanga-Graumull entspricht in seinen äußeren Merkmalen Bocages Graumull (Fukomys bocagei) und dem Riesengraumull (Fukomys mechowi) und lässt sich von diesen vor allem durch Schädel- und Zahnmerkmale sowie durch molekularbiologische Merkmale unterscheiden. Er erreicht eine Kopf-Rumpf-Länge von 8,7 bis 15,0 Zentimetern bei einem Gewicht von 64 bis 134 Gramm, der Schwanz ist mit 1,4 bis 2,7 Zentimetern Länge sehr kurz. Die mittelgroße Art besitzt ein vollständig braunes Fell mit einer gräulich-braunen Bauchseite. Die Füße und die Nase sind rosafarben, eine weiße Kopfzeichnung fehlt oder ist nur undeutlich erkennbar. Die Nagezähne sind vorstehend. Der Chromosomensatz besteht aus 2n = 44 (FN=76) Chromosomen.

## Verbreitung
Der Katanga-Graumull ist nur aus dem Grenzbereich zwischen dem Nordwesten von Sambia und dem Süden der Demokratischen Republik Kongo dokumentiert, kommt jedoch wahrscheinlich auch im angrenzenden Angola vor.

## Lebensweise
Über die Lebensweise der Art liegen nur sehr wenige bis gar keine Informationen vor. Die Fundorte liegen typischerweise in feuchten Grasland- und Waldgebieten sowie in landwirtschaftlich genutzten Flächen mit relativ hohen Niederschlagsmengen. Wie andere Graumulle lebt auch diese Art weitgehend unterirdisch in Kolonien mit mehreren Tieren und gräbt Baue, die Tiere ernähren sich herbivor von Wurzeln, Knollen und anderen Pflanzenteilen. Über die Fortpflanzung und Aktivität der Tiere liegen keine Informationen vor.

## Systematik
Der Katanga-Graumull wird als eigenständige Art innerhalb der Gattung der Graumulle (Fukomys) eingeordnet, die aus zehn bis vierzehn Arten besteht. Die wissenschaftliche Erstbeschreibung stammt von einer Arbeitsgruppe um Paul A. A. G. Van Daele aus dem Jahr 2013 und wurde auf Basis molekularbiologischer Ergebnisse anhand von fünf Individuen aus jeweils unterschiedlichen Kolonien angefertigt, der Holotyp umfasst ein ausgewachsenes Weibchen. Als Terra typica wird der Fluss Sabitonto in der Provinz Katanga im Kongo angegeben, der Fundpunkt des Belegexemplars liegt in 1308 m Höhe. Die Arbeitsgruppe benannte die Art nach Caroline Van De Woestijne, der Ehefrau von Van Daele, die gemeinsam mit diesem am Karyotypen der Art gearbeitet hat. Im englischen Sprachraum wird die Art entsprechend als „Caroline's mole rat“ bezeichnet.
Innerhalb der Art werden neben der Nominatform keine Unterarten unterschieden.

## Status, Bedrohung und Schutz
Der Katanga-Graumull wird bei der International Union for Conservation of Nature and Natural Resources (IUCN) mit „ungenügende Datengrundlage“ (Data Deficient) gelistet, da er erst vor kurzer Zeit wissenschaftlich beschrieben wurde. Die Datenlage zu den Beständen ist unzureichend, daher können keine Aussagen zur Gefährdung gemacht werden. Das Verbreitungsgebiet des Katanga-Graumulls ist geprägt von einem hohen Artenreichtum und einer hohen Rate von endemischen Arten. Eine potenzielle Gefährdungsursachen für die Bestände ist die Entnahme von Tieren als Fleischquelle durch die lokale Bevölkerung.

## Belege
1. 1 2 3 4 5 6  R. L. Honeycutt: Caroline's Mole-rat - Fukomys vandewoestijneae. In: Don E. Wilson, T.E. Lacher, Jr., Russell A. Mittermeier (Herausgeber): Handbook of the Mammals of the World: Lagomorphs and Rodents 1. (HMW, Band 6), Lynx Edicions, Barcelona 2016; S. 370. ISBN 978-84-941892-3-4.
2. 1 2 3 4  Paul A. A. G. Van Daele, Pieter Blondé, Robert Stjernstedt, Dominique Adriaens: A new species of African Mole-rat (Fukomys, Bathyergidae, Rodentia) from the Zaire-Zambezi Watershed. In: Zootaxa. Bd. 3636, Nr. 1, 3. April 2013, S. 171–189, doi:10.11646/zootaxa.3636.1.7.